# Norman Josiffe
Norman Josiffe, även känd som Norman Scott, född 12 februari 1940 i Sidcup i Kent, är en brittisk före detta hästskötare och modell som var en nyckelperson i Thorpeaffären, en stor brittisk politisk skandal på 1970-talet.
Josiffe föddes i Sidcup i Kent och är son till Albert Norman (1908–1983) och Ena Dorothy Josiffe (1907–1985). Josiffe arbetade för Brecht Van de Vater i Kingham Stables i Chipping Norton i Oxfordshire 1961, när han mötte Jeremy Thorpe, en vän till Vater. Efter att ha lämnat sitt arbete i Vaters stall drabbades Josiffe av psykisk ohälsa och vistades en tid på ett psykiatrisk sjukhus. En vecka efter att ha skrivit ut sig själv från Ashurst-kliniken i Oxford uppsökte han Thorpe den 8 november 1961. Norman Josiffe var då hemlös och hade dessutom lämnat sin anställning utan sitt socialförsäkringskort, vilket vid den tiden var nödvändigt för att få fast arbete och tillgång till arbetslöshetsersättning med mera. Thorpe lovade att han skulle hjälpa honom med detta. Det är nu förhållandet mellan de två männen ska ha inletts. Josiffes påståenden efter deras uppbrott, om att han ska ha behandlats illa av Thorpe ledde emellertid till att Josiffe anmäldes till polisen, och då avslöjades förhållandet.
Detta förmodas ligga bakom det senare mordförsöket 1975 på Josiffe, som då kallade sig Norman Scott. Gärningsmannen Andrew Newton arresterades efter att ha skjutit Josiffes hund Rinka. Först senare blev Josiffes anklagelser mot Thorpe offentliggjorda. Även om homosexuella handlingar hade avkriminaliserat 1967 i större delen av Storbritannien och trots att Thorpe och tre andra frikändes från ansvar i mordkomplotten vid 1979 års rättegång, resulterade skandalen i att Thorpe förlorade sitt röststöd och blev tvungen att avgå som partiledare för liberalerna. Thorpe hade valt att inte vittna vid rättegången för att undvika korsförhör. Scott däremot vittnade och drog sig sedan tillbaka. När Thorpe avled 2014 bodde Norman Josiffe på Irland. Då dramatiseringen av händelserna, miniserien En engelsk skandal, sändes 2018 hade han återvänt till Storbritannien och slagit sig ner i Devon.